# 千頭ダム

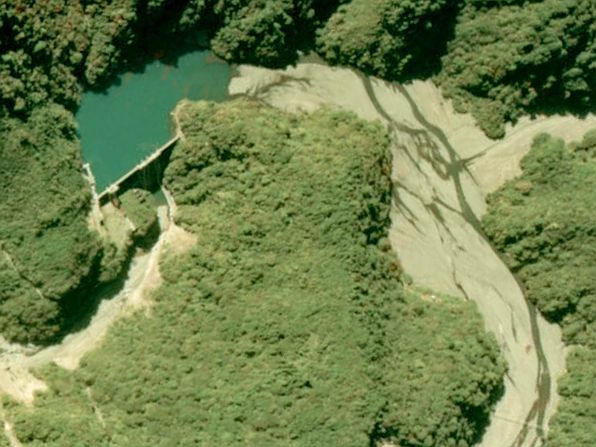
砂で埋まりつつある千頭ダム

千頭ダム（せんずダム）は、静岡県榛原郡川根本町千頭、一級河川・大井川水系寸又川に建設されたダム。高さ64メートルの重力式コンクリートダムで、中部電力の発電用ダムである。同社の水力発電所・湯山発電所に送水し、最大2万2,200キロワットの電力を発生する。

## 沿革
日英水力による小山発電所の稼働で始まった大井川の水力発電開発は、その後事業者の変遷を経て大井川電力や富士電力が実施する事となった。大井川の最上流部では1928年（昭和3年）に早川電力により田代ダムが建設され、大井川水系でもダム式発電所の建設が始まった。富士電力は大井川上流部の最大支川である寸又川に注目、最上流部にダムを建設し当時としては大容量の水力発電所を建設する計画を立てた。寸又峡で知られる寸又川は切り立った断崖が急流を形成する河川であり、水力発電には好適地であった。
1930年（昭和5年）、現在の地点に高さ64.0mの重力式コンクリートダムを建設し、ダムより8.0km下流に発電所を設けて認可出力22,200kWの電力を生成することとした。ダム・発電所建設資材は大井川鐵道を延伸させて運搬することになり、これに基づき翌1931年（昭和6年）大井川鐵道は千頭駅まで延伸され、金谷駅～千頭駅間39.5kmの大井川本線が全通した。千頭駅より寸又峡温泉を経由しダムへ至る第二富士電力専用線を建設してダム地点まで資材を運搬するルートを建設した後1932年（昭和7年）に着工。3年の歳月を掛け1935年（昭和10年）に完成した。この間、寸又峡温泉はダム建設に従事する労働者によって賑わっている。
千頭ダムは当時東海地方では最も堤高が高いダムであり、現在では土木学会による「選奨土木遺産」に選ばれている。井川ダムが完成するまでは大井川水系最大級のダムであった。ダムの管理は1939年（昭和14年）の「電力統制法」施行によって日本発送電に強制的に移管され、戦後1950年（昭和25年）の電力事業再編によって日本発送電が分割された後は中部電力に移管され、現在に至る。
寸又川の電源開発はその後も継続され1936年（昭和11年）に寸又川ダム（重力式、34.8m）が、1938年（昭和13年）に大間ダム（重力式、46.1m）が完成。それぞれ大井川発電所（68,200kW）と大間発電所（13,200kW）により発電が行われ、寸又川流域のダム群で10万kW以上の発電能力を有するようになった。千頭森林鉄道はその後営林署へ移管され千頭ダムのさらに奥まで延伸されたが、1969年（昭和44年）に廃止されている。現在の林道は森林鉄道の廃線跡である。

## 日本一の堆砂
千頭ダムはこうして大井川における電源開発事業の一角を形成したが、完成後より上流から流入する土砂がダム湖に堆砂している。1960年代には下流2つのダムと合わせてダム湖がほぼ土砂で埋まり、満砂とされている。実態が広く認知されたのは2002年（平成14年）11月18日付けの朝日新聞報道による、「44ダムで堆砂50%以上」という記事からで、現在では日本で最も土砂が貯まったダムとして知られている。
大井川水系は糸魚川静岡構造線（糸静線）に沿って流れており、このため上流部の山地では崩壊が激しく、大量の土砂を生産する。この土砂がダムで堰き止められるため、他の河川に比べて急速に堆砂が進んでいる。全国的にも糸静線に沿って流れる大井川や富士川、天竜川といった水系でのダム堆砂率は高い。特に千頭ダムに至っては総貯水容量が100万トン以上のダムの中で堆砂率が98.1%と、最も堆砂が進んでいると国土交通省による2002年の調査で判明した。朝日新聞の報道はこの調査を基にしている。
ここでの堆砂率とは全堆砂率であり、ダム設計上の総貯水容量が砂で埋まった率を示している。千頭ダムは2016年の時点で
（全堆砂量）4,835,千㎥　÷（総貯水容量）4,950,千㎥　＝（全堆砂率）98％
となっており
、ダム湖全体の98%が砂に埋もれている。
満砂となった後も土砂の流入量と流出量が均衡している訳ではなく、土砂の堆積によりダム上流では河床上昇が起きている。
堆砂率にはいくつかの定義があり、ダム設計時に設定された通常総貯水容量より有効貯水容量を引いた堆砂容量が砂で埋まる率を示しているケースもある。本記事でも、2006年11月以前から2020年6月までの間「ダム湖全てが埋没しているわけではない」という記述がされていた。このように、誤って理解されている事があるため注意が必要である。
治水などを目的とするダムでは、堆砂が洪水調節機能上大きな問題となるが、千頭ダムは発電以外の機能を持たないためダム機能に直接問題となることは少ない。
しかし、本質的な問題は流砂系の断絶が起きている事で、水系全体に様々な影響がでている。近年深刻化している海岸侵食は、大井川河口でも生じており、ダム堆砂が主要が原因として挙げられている。また、堆砂に伴う河床上昇が環境へ与える影響や、水害の要因となる可能性も否定できない。このため、国土交通省やダム管理会社が、他のダムを含めた水系全体の流砂系の回復に取り組みはじめている。千頭ダムでは排砂ゲートから堆砂を放流するとともに、河川維持放流を行っている。

## 観光
千頭ダムは寸又峡温泉より更に奥、約13.0km上流にある。千頭ダムに向かう林道は道幅が狭く、乗用車での通行は厳しい。通常この林道は南アルプス登山のために使われ、寸又峡温泉方面より日本百名山である光岳へアタックするメインルートとなる。下流の寸又峡は紅葉の名所で、大間ダムに掛かる吊り橋「夢の吊橋」は紅葉の時期には鮮やかな赤とコバルトブルーの湖水が訪れる者をひきつける。
最寄の公共交通機関は大井川鐵道井川線・千頭駅よりバスで寸又峡温泉方面へ向かい終点下車、そこからは車か徒歩で林道を寸又川沿いを北上する。車では国道362号を千頭方面に北上、その後静岡県道77号川根寸又峡線を寸又峡温泉方面に向かう。寸又峡温泉より先は大間ダム方面へ向かい飛竜橋を渡り北上する。ダム名は「千頭」であるが、千頭駅付近にあるわけではない。（電力会社はダム名に発電所名をつけることがあり、千頭ダムから導水している千頭発電所に由来する。。この千頭発電所が千頭地区にある）